# Ryan Jude Novelline
Ryan Jude Novelline (Lexington, 19 luglio 1990) è un artista e stilista statunitense.

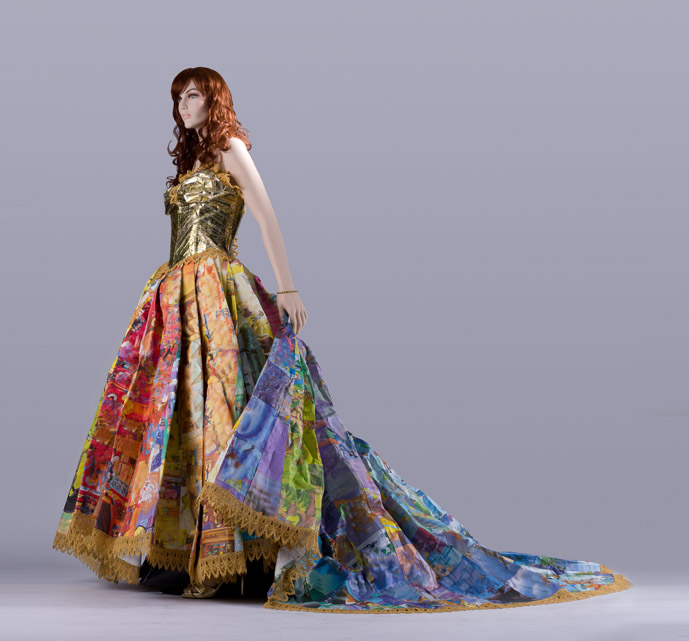
The Golden Book Gown

Novelline è conosciuto come il Principe Azzurro della moda. Ha realizzato opere come l'abito da sera The Golden Book Gown che ha ricevuto attenzione per la sua originalità ed innovazione.

## Biografia
Novelline si è diplomato alla Lexington High School e ha ricevuto il premio Chiave d'oro per un autoritratto. Ha completato un BFA in illustrazione presso la Rhode Island School of Design (RISD), ha svolto un tirocinio nell'atelier di Diane von Fürstenberg ed ha lavorato come Imagineer alla Walt Disney Parks and Resorts.

## 2008-2011
Come studente del primo anno alla RISD, Novelline era stato commissionato, fra altri studenti e docenti, dal direttore creativo della Gap Patrick Robinson a creare cardigan unici del suo genere che sarebbero stati venduti nel negozio Gap principale sulla Quinta Strada a New York City. Durante il terzo anno di università, Novelline ha creato un vestito di tende di hotel riciclate che è stato esposto nella sfilata "Eleganza" della Università di Harvard.

### The Golden Book Gown
Durante un corso elettivo universitario del reparto moda della RISD nel 2010, Novelline ha creato un abito usando materiali riciclati. Dopo aver acquistato centinaia di libri little Golden Books scartati e riciclati dall'Esercito della Salvezza ed Ebay, Novelline ha pensato di realizzare un vestito con la gonna formata unicamente con le illustrazioni dei libri, cucite insieme con filo metallico d'oro, ed il corsetto con i dorsi d'alluminio degli stessi libri. Tommy Hilfiger ha dichiarato l'abito straordinario. La scultura indossabile, intitolata The Golden Book Gown è stata riconosciuta come un'opera d'arte contemporanea. Ha ricevuto attenzione globale per il suo design e uso innovativo di materiali, e secondo Glamour, lascia tutti a bocca aperta. Publishers Weekly ha commentato che l'abito dimostra che la moda verde è in grado di fornire una fantasia ricca quanto l'immaginazione. Boing Boing ha definito l'abito da sera formidabile.

## 2012-Presente
The Golden Book Gown è stato usato da Hewlett-Packard per promuovere la conferenza The Beauty of the Book riguardante il futuro dei libri stampati alla Fiera del libro di Francoforte del 2013. L'abito è stato anche esibito alla National Heritage Museum nel 2012. Nel 2013, insieme ad un video ritratto di Robert Wilson su Brad Pitt, è stato presentato nella mostra The Final Word alla Drift Contemporary Art Gallery, dove Novelline sfidava tutti a considerare se le storie del nostro passato entrano a far parte di un futuro sostenibile. L'opera di Novelline era il pezzo forte della mostra. È correntemente impegnato nella creazione di un abito nuovo, previsto per il 2014, orientato sul tema della letteratura classica. L'abito sarà fatto di un tessuto sostenibile ed avrà una linea correlativa di accessori.